# Makak sulaweski
Makak sulaweski (Macaca tonkeana) – gatunek ssaka naczelnego z podrodziny koczkodanów (Cercopithecinae) w obrębie rodziny koczkodanowatych (Cercopithecidae).

## Występowanie
Gatunek występujący na terenie Indonezji. Zazwyczaj występuje w środkowej części Celebes oraz na Wyspach Togian. Preferuje wysokogórskie lasy tropikalne. Występuje na wysokości do 2000 m n.p.m..  

## Charakterystyka

### Morfologia
Osiągają od 50 do 68 cm długości ciała oraz masę od 6 do 12 kg, samce osiągają większe rozmiary. Mają dość krótki ogon około 3-7 cm. Mają czarne futro z białymi akcentami w okolicy tylnych kończyn oraz brzucha. Mają również kępki brązowej sierści na policzkach. Ma także wydłużony pysk.

### Dieta
Są roślinożercami. Mają zróżnicowaną dietę składającą się z 55 gatunków roślin. Głównie jedzą dojrzałe owoce, które stanowią około 70% całego pożywienia. Jedzą również owady oraz pędy i łodygi roślin. Jedzą również owoce uprawne, przez bliskie sąsiedztwa swoich habitatów w okolicy pól uprawnych.

### Rozmnażanie
Osiągają dojrzałość płciową w wieku 4-5 lat. Ich ciąża trwa około 173 dni.

### Styl życia
Żyją w średniej wielkości grupach liczących od 6 do 35 osobników. Jedna grupa zajmuje obszar od 45 do 143 ha. Dziennie przemierzają około 1175 m w poszukiwaniu pożywienia. Są aktywne w ciągu dnia. Potrafią używać prostych narzędzi. 

## Ochrona
Według danych opublikowanych przez IUCN ich populacja liczy 150 tys. osobników, a wartość ta spada. Występują na powierzchni 544 tys. ha.